# Kessleria zimmermannii
Kessleria zimmermannii is een vlinder uit de familie van de stippelmotten (Yponomeutidae). De wetenschappelijke naam van de soort werd in 1864 gepubliceerd door Maximilian Sila Nowicki. De soort is de typesoort van het geslacht Kessleria.
De soort komt voor in Europa.